# Richard Mateelong
Richard Kipkemboi Mateelong, né le 14 octobre 1983 à Narok, est un athlète kényan spécialiste du 3 000 mètres steeple.

## Carrière
Il remporte trois médailles dont deux titres aux Championnats d'Afrique, s'imposant lors des éditions 2008 à Addis-Abeba et 2010 à Nairobi et se classant deuxième en 2004. En 2007, Richard Mateelong monte sur la troisième marche du podium des Championnats du monde d'Osaka derrière ses compatriotes Brimin Kipruto et Ezekiel Kemboi. Battu par dès l'année suivante par Brimin Kipruto lors des Jeux olympiques de Pékin, il remporte une nouvelle médaille d'argent lors des Championnats du monde 2009 de Berlin, s'inclinant avec le temps de 8 min 00 s 89 (record personnel) face à Ezekiel Kemboi.
Richard Mateelong améliore son record personnel sur 3 000 m steeple en réalisant 8 min 00 s 89 lors du Mémorial Van Damme de Bruxelles, le 18 août 2010. Sélectionné dans l'équipe d'Afrique pour la première Coupe continentale d'athlétisme, le Kényan remporte l'épreuve devant l'Éthiopien Roba Gari.

## Palmarès
| Année | Compétition            | Lieu        | Résultat |
| ----- | ---------------------- | ----------- | -------- |
| 2004  | Championnats d'Afrique | Brazzaville | 2e       |
| 2004  | Finale mondiale        | Monaco      | 5e       |
| 2005  | Finale mondiale        | Monaco      | 10e      |
| 2006  | Finale mondiale        | Stuttgart   | 2e       |
| 2007  | Championnats du monde  | Osaka       | 3e       |
| 2007  | Finale mondiale        | Stuttgart   | 2e       |
| 2008  | Championnats d'Afrique | Addis-Abeba | 1er      |
| 2008  | Jeux olympiques        | Pékin       | 3e       |
| 2008  | Finale mondiale        | Stuttgart   | 3e       |
| 2009  | Championnats du monde  | Berlin      | 2e       |
| 2010  | Championnats d'Afrique | Nairobi     | 1er      |
| 2010  | Coupe continentale     | Split       | 1er      |
| 2010  | Jeux du Commonwealth   | New Delhi   | 1er      |
| 2011  | Championnats du monde  | Daegu       | 7e       |

### Records
| Épreuve         | Performance   | Lieu | Date        |
| --------------- | ------------- | ---- | ----------- |
| 3 000 m steeple | 7 min 56 s 81 | Doha | 11 mai 2012 |